# Prociclidina
La prociclidina es un fármaco de tipo anticolinérgico que bloquea los receptores muscarínicos M1, M2 y M4. Es un análogo de trihexifenidilo. Su actividad, farmacología y efectos secundarios son similares a los de otros anticolinérgicos. Hay poca información sobre su farmacocinética.

## Características
La prociclidina es un polvo cristalino blanco, que tiene un olor característico moderado. Soluble en agua, alcohol, cloroformo e insoluble en acetona. El pH de una solución al 1% en agua está entre 5.0 y 6.5.

## Usos
Es un medicamento empleado para tratar los síntomas de la enfermedad de Parkinson y los síntomas extrapiramidales inducidos por fármacos, así como la distonía aguda.

## Otros usos
Se sabía que el denominado régimen triple, un tratamiento consistente de cloruro de asoxime (HI-6), levetiracetam y prociclidina funciona como una terapia universal y de prevención de daño por envenenamiento con somán (metilfosfonofluoridato de O-pinacolilo) en ratas, pero un estudio ponderó la utilidad de este régimen contra la intoxicación por diferentes agentes nerviosos clásicos. Los resultados mostraron que el régimen triple prevenía con éxito o terminaba las convulsiones y preservaba la vida de las ratas expuestas a 5 veces la dosis letal media (LD50) de somán, sarín, ciclosarín. La mayoría de las ratas se recuperaron muy bien en una semana, ganando el peso corporal que tenían antes de la exposición.

## Toxicidad
Los signos de toxicidad son similares a los de otros fármacos anticolinérgicos, como confusión, agitación, alucinación, dilatación de la pupila, fiebre y taquicardia. Ya no está disponible en EE. UU.

## Abuso
Al igual que otros antimuscarínicos, este fármaco ha sido objeto de abuso por sus efectos euforizantes, sobre todo en adolescentes.

## Uso en embarazo y lactancia
Embarazo
No se han localizado reportes del uso del fármaco en el embarazo de hembras humanas.
Lactancia
No hay reportes.